# Abdessalam Jalloud
Abdessalam Jallud (en árabe: عبد السلام جلود‎) (Mizda, 15 de diciembre de 1944) es un oficial y político libio, que se desempeñó como Primer ministro de Libia del 16 de julio de 1972 al 2 de marzo de 1977, durante el gobierno de Muamar el Gadafi. También fue ministro de Hacienda entre 1970 y 1972.

## Biografía
Nació en 1944 en Mizda en la región rural de Fezán. Después de asistir a la escuela secundaria en Sabha, hizo el servicio militar con las fuerzas blindadas en Misurata. También recibió entrenamiento militar en Estados Unidos, Reino Unido y en la Academia Militar de Bengasi.
Fue compañero de clase de Muamar el Gadafi, entablando amistad y uniéndose a su proyecto político. Participó en la Revolución del 1 de Septiembre y se convirtió en miembro del Consejo del Mando Revolucionario. Desde enero de 1970 fue vice primer ministro y ministro de Hacienda. En su gestión, entabló negociaciones con Estados Unidos y Reino Unido en relación con las compañías petroleras y en 1972 suscribió un acuerdo de cooperación económica y técnica con la Unión Soviética.
También intentó comprar una bomba atómica en la República Popular China por 100 millones de dólares para "acabar de una vez por todas con el conflicto palestino-israelí". Chocó con la clara negativa expresada por el entonces primer ministro Zhou Enlai. En mayo de 1974, voló a Moscú y concluyó el primero de una serie de acuerdos relacionados con la compra de armamento soviético.
En julio de 1972 asumió como Primer ministro de Libia bajo Gadafi. Considerado como un defensor de la "línea dura" en Libia, Jallud fue el número dos de Gadafi durante más de dos décadas. Sin embargo, después de algunos desacuerdos con él, fue destituido del poder en agosto de 1993.
El 19 de agosto de 2011, durante la guerra civil libia, se informó que Jallud había desertado a las fuerzas rebeldes que se oponían a Gadafi y se dirigía de Zintan a Europa.